# Ildefonso Zamora
Ildefonso Zamora Baldomero (San Juan Atzingo, Ocuilan, Estado de México; 23 de enero de 1961-San Juan Atzingo, 5 de julio de 2020) fue un campesino ambientalista y activista mexicano por el derecho al territorio y los bosques de la etnia tlahuica. Debido a su activismo en contra de la tala ilegal, fue acusado y encarcelado por robo, y liberado más tarde. Su lucha ha sido difundida por organizaciones por los derechos humanos y el medio ambiente, como Amnistía Internacional, Greenpeace México y el Centro de Derechos Humanos Miguel Agustín Pro Juárez.

## Biografía
Ildefonso Zamora nació en la comunidad de San Juan Atzingo, perteneciente al municipio mexiquense de Ocuilan, el 23 de enero de 1961. Creció cerca del cerro de Zempoala. Se involucró en el activismo comunitario de su lugar de origen, y participó también en la vida pública comunitaria, fungiendo como  presidente de padres de familia en las escuelas locales, mayordomo, comandante y delegado municipal.
En el año 2015, participó como regidor de turismo y medio ambiente del municipio de Ocuilan. Del año 2000 al 2011 fue el presidente de los bienes comunales de San Juan Atzingo.

Falleció el 5 de julio de 2020 en su casa de San Juan Atzingo, debido a una enfermedad renal que comenzó a desarrollar meses antes de su muerte. Tras su muerte, su hijo Misael, publicó en Facebook:
Hoy, algunos buitres se revolotean de alegría, pero sin duda todas las hermosas aves del bosque se encuentran tristes, porque 'El Zapata del siglo XXI', 'El Inalcanzable Defensor De Los Bosques' ha dejado de sufrir para pasar al descanso eterno.
Diversas organizaciones sociales lamentaron su fallecimiento y reconocieron su labor como activista social y ambiental; entre ellas la oficina en México del Alto Comisionado para los Derechos Humanos de la ONU, Greenpeace, Amnistía Internacional, entre otras. Luis Tapia Olivares, del Centro Pro, señaló:
Para nosotros es un ejemplo de luchador social, de defensor de los bosques. El impacto que generó su lucha es difícil de medir, solo se podría medir en millones de árboles.

## Activismo
El activismo de Zamora estuvo cercano a la defensa del Gran Bosque de Agua, que es un monte que tiene importantes beneficios hídricos para la Ciudad de México, pues de ahí surgen tres cuartas partes del agua que consumen. Las laderas del monte comenzaron a ser pobladas varias décadas atrás, lo que produjo una tala inmoderada, por lo que en 1998 hizo la primera denuncia por tala ilegal. Desde esa época continuó realizando denuncias y señalando la corrupción de las autoridades y defendiendo a las especies que habitan el bosque.

Sus hijos Aldo y Misael también se unieron a la labor activista de su padre, se convirtieron en activistas de Greenpeace México, denunciaron la tala ilegal, e incluso realizaron una campaña desplegando un SOS en la ladera del monte. En 2007, su hijo Aldo fue asesinado, en una emboscada realizada por talamontes. También su hijo de 28 años, Misael Zamora fue herido, pero también fue acusado de tala ilegal, por lo que enfrentaba un proceso judicial por ese delito, del cual se declaró inocente; pues como señalaba, era el delito que había denunciado junto a su padre por toda su vida. Ane la acusación, el mismo Misael señaló:
Es la peor de las ofensas: que te acusen de algo a lo que tú te has opuesto toda la vida. Perdí a mi hermano por documentar y denunciar la tala ilegal. Ahora me acusan de eso que yo he estado denunciando, que ni loco haría, que le ha costado demasiado caro a la familia.
En 2007, el gobierno federal le entregó el premio al mérito ecológico, a los comuneros de San Juan Atzingo por el manejo sustentable del bosque, así como por las actividades que la comunidad realizaba en la protección y aprovechamiento de sus recursos naturales.
En el año 2016, Ildefonso fue acusado de robar en una vivienda, y detenido. Durante su arresto fue golpeado por elementos de la Procuraduría General de la República (PGR); y aunque nunca se le pudo probar el delito por el cual se le acusaba, permaneció en la cárcel de Tenancingo por 10 meses. Esta situación mermó su estado de salud.